# 1950-es Formula–1 francia nagydíj
A francia nagydíj volt az 1950-es Formula–1-es világbajnokság hatodik futama. A Ferrari csapat nem vett részt a versenyen, egy nem gyári Ferrari Peter Whiteheaddel a harmadik lett. A körülbelül 350 lóerős Alfa Romeók 290 kilométer per órás sebességre voltak képesek.
Farina a benzinpumpa hibája miatt csak a hetedik lett.

## Időmérő edzés
Az első említésre méltó esemény az edzésen történt, amikor Fangio abszolút pályarekordot javított, pole-pozíciós ideje Hermann Lang 1939-es idejénél két másodperccel volt jobb.

### Az időmérő edzés végeredménye
| Hely | Rajtszám | Versenyző             | Csapat/Motor       | Idő        | Különbség |
| ---- | -------- | --------------------- | ------------------ | ---------- | --------- |
| 1    | 6        | Juan Manuel Fangio    | Alfa Romeo         | 2:30,6     | -         |
| 2    | 2        | Nino Farina           | Alfa Romeo         | 2:32,5     | + 1,9     |
| 3    | 4        | Luigi Fagioli         | Alfa Romeo         | 2:34,7     | + 4,1     |
| 4    | 16       | Philippe Étancelin    | Talbot-Lago-Talbot | 2:39,0     | + 8,4     |
| 5    | 18       | Yves Giraud-Cabantous | Talbot-Lago-Talbot | 2:42,7     | + 12,1    |
| 6    | 20       | Louis Rosier          | Talbot-Lago-Talbot | 2:46,0     | + 15,4    |
| 7    | 28       | Franco Rol            | Maserati           | 2:46,7     | + 16,1    |
| 8    | 36       | José Froilán González | Maserati           | 2:48,0     | + 17,4    |
| 9    | 22       | Pierre Levegh         | Talbot-Lago-Talbot | 2:49,0     | + 18,4    |
| 10   | 24       | Eugène Chaboud        | Talbot-Lago-Talbot | Idő nélkül | -         |
| 11   | 40       | Felice Bonetto        | Maserati-Milánó    | Idő nélkül | -         |
| 12   | 32       | Reg Parnell           | Maserati           | Idő nélkül | -         |
| 13   | 44       | Robert Manzon         | Simca-Gordini      | Idő nélkül | -         |
| 14   | 26       | Louis Chiron          | Maserati           | Idő nélkül | -         |
| 15   | 42       | Johnny Claes          | Talbot-Lago-Talbot | Idő nélkül | -         |
| 16   | 26       | Charles Pozzi         | Talbot-Lago-Talbot | Idő nélkül | -         |
| 17   | 12       | Raymond Sommer        | Talbot-Lago-Talbot | Idő nélkül | -         |
| 18   | 34       | David Hampshire       | Maserati           | Idő nélkül | -         |
| 19   | 14       | Peter Whitehead       | Ferrari            | Idő nélkül | -         |

## Futam
A versenyen sokáig Luigi Fagioli, az ekkor 52 éves pilóta volt a legjobb Alfa Romeos, de végül mégis Fangio végzett előrébb, ezzel a futamot is megnyerte. Corrado Filippini, az Alfa Romeo csapat főnöke ezt mondta a verseny után: „Ha maradt is a szívem mélyén egy kis keserűség és bánat Fagioliért, akkor sem foghattam vissza Fangiot, nekünk a világbajnokságon biztosra kellett mennünk.”

### A futam végeredménye
|    | No | Versenyző                         | Gyártó             | Körök | Idő/Kiesések             | Start | Pontok |
| -- | -- | --------------------------------- | ------------------ | ----- | ------------------------ | ----- | ------ |
| 1  | 6  | Juan Manuel Fangio                | Alfa Romeo         | 64    | 2:57'52,8 (168,729 km/h) | 1     | 9      |
| 2  | 4  | Luigi Fagioli                     | Alfa Romeo         | 64    | + 25,7                   | 3     | 6      |
| 3  | 14 | Peter Whitehead                   | Ferrari            | 61    | + 3 kör                  | 18    | 4      |
| 4  | 44 | Robert Manzon                     | Simca-Gordini      | 61    | + 3 kör                  | 12    | 3      |
| 5  | 16 | Philippe Étancelin Eugène Chaboud | Talbot-Lago-Talbot | 59    | + 5 kör                  | 4     | 1      |
| 6  | 26 | Charles Pozzi Louis Rosier        | Talbot-Lago-Talbot | 56    | + 8 kör                  | 15    |        |
| 7  | 2  | Nino Farina                       | Alfa Romeo         | 55    | Üzemanyagszivattyú       | 2     |        |
| 8  | 18 | Yves Giraud-Cabantous             | Talbot-Lago-Talbot | 52    | + 12 kör                 | 5     |        |
| Ki | 22 | Pierre Levegh                     | Talbot-Lago-Talbot | 36    | Motor                    | 9     |        |
| Ki | 40 | Felice Bonetto                    | Maserati           | 14    | Motor                    | 10    |        |
| Ki | 42 | Johnny Claes                      | Talbot-Lago-Talbot | 11    | Túlmelegedés             | 14    |        |
| Ki | 42 | Louis Rosier                      | Talbot-Lago-Talbot | 10    | Túlmelegedés             | 6     |        |
| Ki | 32 | Reg Parnell                       | Maserati           | 9     | Motor                    | 11    |        |
| Ki | 28 | Franco Rol                        | Maserati           | 6     | Motor                    | 7     |        |
| Ki | 30 | Louis Chiron                      | Maserati           | 6     | Motor                    | 13    |        |
| Ki | 34 | David Hampshire                   | Maserati           | 5     | Motor                    | 17    |        |
| Ki | 12 | Raymond Sommer                    | Talbot-Lago-Talbot | 4     | Túlmelegedés             | 16    |        |
| Ki | 36 | José Froilán González             | Maserati           | 3     | Motor                    | 8     |        |

## Statisztikák
Vezető helyen:
- Nino Farina: 16 (1-16)
- Juan Manuel Fangio: 48 (17-64)

1 autóval több versenyző:
- 1. 16: Philippe Étancelin (26 kör) és Eugène Chaboud (33 kör) - Az 5. helyért kapott pontokat megosztották közöttük
  2. 26: Charles Pozzi (14 kör) és Louis Rosier (42. kör)

Nem vettek részt a versenyen:
- Gianfranco Comotti - Nem érkezett meg
- Eugène Chaboud - Nem saját autóval indult
- Luigi Villoresi - Az időmérő után visszalépett
- Alberto Ascari - Az időmérő után visszalépett

- Fangio 3. (R) pole-pozíciója
- Fangio 2. leggyorsabb köre
- Fangio 3. (R) győzelme, egyben 2. mesterhármasa (168,729 km/h)
- Alfa Romeo 5. (R) győzelme
- Alfa Romeo 5. (R) pole-pozíciója
- Alfa Romeo 5. (R) leggyorsabb kör.